# Дани мађарске кухиње у Скореновцу
Дани мађарске кухиње у Скореновцу су манифестација у част очувања начина припреме традиционалних мађарских јела у најјужнијем месту већински насељеном Мађарима у Србији, на територији општине Ковин. Одржава се сваког другог викенда у октобру и идеална је прилика да се окупе Мађари из целе Војводине, чиме се негују обичаји и култура Секеља у Србији.
Од 2021. године има такмичарски карактер, а на манифестацији се окупљају такмичари из разних места попут Дебељаче, Војловице, Смедерева, Пожаревца, Титела и других места, а најбољи кувари освајају награде. Ова манифестација има међународни карактер због учешћа кулинарских екипа из Мађарске и Румуније.
Манифестација траје током целог дана, где се централним улицама овог насеља разни мађарски и други специјалитети припремају у котлићима. У то спадају: гулаш од дивљачи (јелена и дивље свиње), говеђи и овчји гулаш, пилећи и свињски паприкаш, шкембићи, папци у сафту, рибља чорба, свадбарски купус, подварак и друго. Уз то, на штандовима се могу пробати деликатеси попут скореновачке чајне кобасице, кулена, чварака и других сухомеснатих специјалитета, као и сиреви, пите, штрудле, гомбоце, жербо коцке и чипкана крофна.
Манифестацију прати и богат културно-уметнички програм, ручни радови, отворена етно-кућа и галерија слика, као и приредба на којој учествују скореновачки цитраши, женски хор за очување традиције „Варочка”, КУД „Тамаши Арон” и ученици ОШ „Жарко Зрењанин” који цртају своје виђење „Дана мађарске кухиње“.
Ову манифестацију осмислили су браћа Ерне и Золтан Дани, пуковник у пензији који је познат по обарању невидљивог авиона F-117 током НАТО бомбардовања 1999. године, а који традиционално спрема свој специјалитет по имену Котловина.